# Camellia
Camélia
« Camélia » redirige ici. Pour les autres significations, voir Camelia.
Pour les articles ayant des titres homophones, voir Camelia et K-Mélia.
Pour les articles homonymes, voir Camellia (homonymie).
Genre
Classification APG III (2009)

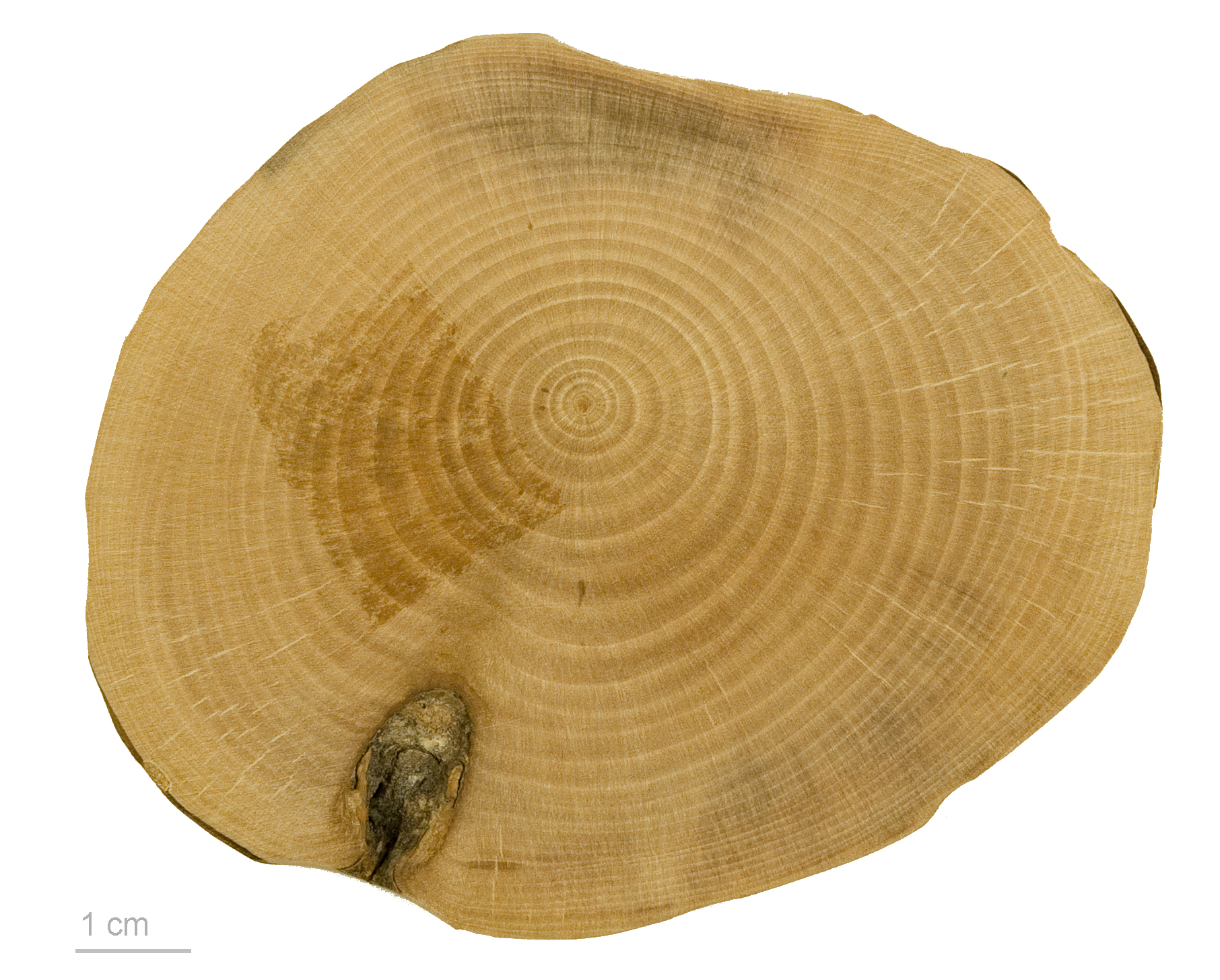
Camellia japonica au Muséum de Toulouse.

Camellia (en français le « Camélia ») est un genre de plantes à fleurs de la famille des Theaceae, originaire d'Asie orientale et méridionale de l'est depuis la chaîne himalayenne, au Japon et en Indonésie, connues sous le nom de cháhuā (茶花) en chinois, de tsubaki (椿) en japonais, de dongbaek-kkot (동백꽃) en coréen et de hoa trà ou hoa chè en vietnamien. Le nombre d'espèces que contient le genre varie, selon les botanistes, entre 100 et 250.
Camellia est un genre à vocation ornementale, mais aussi agroalimentaire avec le Camellia oleifera et le théier, Camellia sinensis. La plupart des espèces fleurissent en hiver, mais la floraison peut s'étendre de septembre à mai selon les espèces, hybrides et variétés. Camellia azalea est la seule espèce connue à fleurir de mai à août.

## Historique
En 1735 dans son Systema naturae, Carl von Linné baptise Camellia deux plantes japonaises décrites par Engelbert Kaempfer (probablement C. sasanqua et C. japonica qu'il appelle Camellia tsubaki et  rebaptise Camellia japonica dans son ouvrage Species plantarum publié en 1753), en l'honneur du frère jésuite Jiří Josef Camel (latinisé en Camellus) rendu célèbre par ses écrits sur la flore des Philippines. Camel n'a jamais décrit ces plantes et ne les a pas introduites en Europe, les camélias ne poussant pas dans les Philippines. Le premier Européen à décrire le genre est le pharmacien et botaniste Andreas Cleyer (en) lors de son voyage au Japon dans les années 1680.

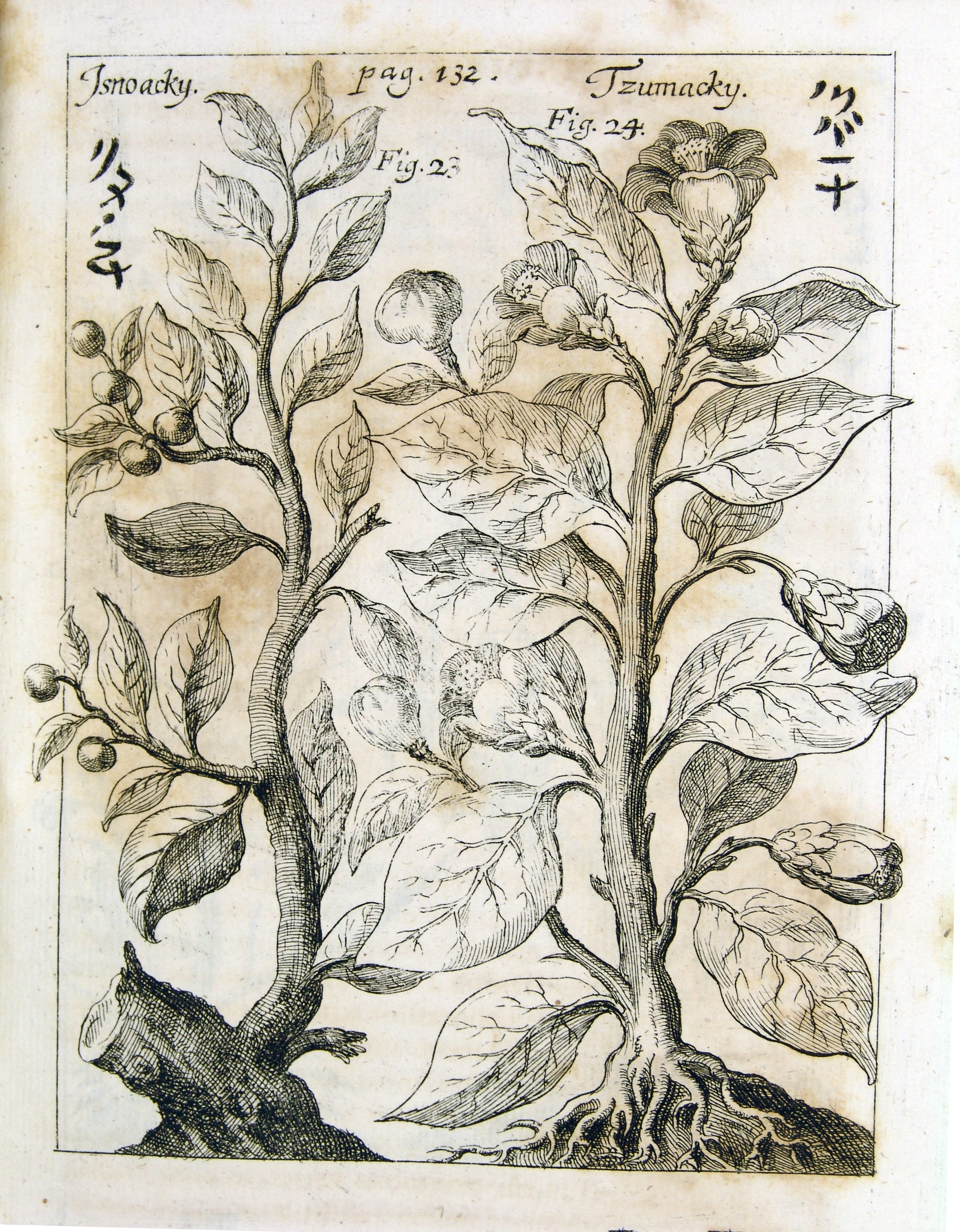
Observations de Cleyer de Distylium racemosum (isunoki) et Camellia (tsubaki).

Camellia × williamsii
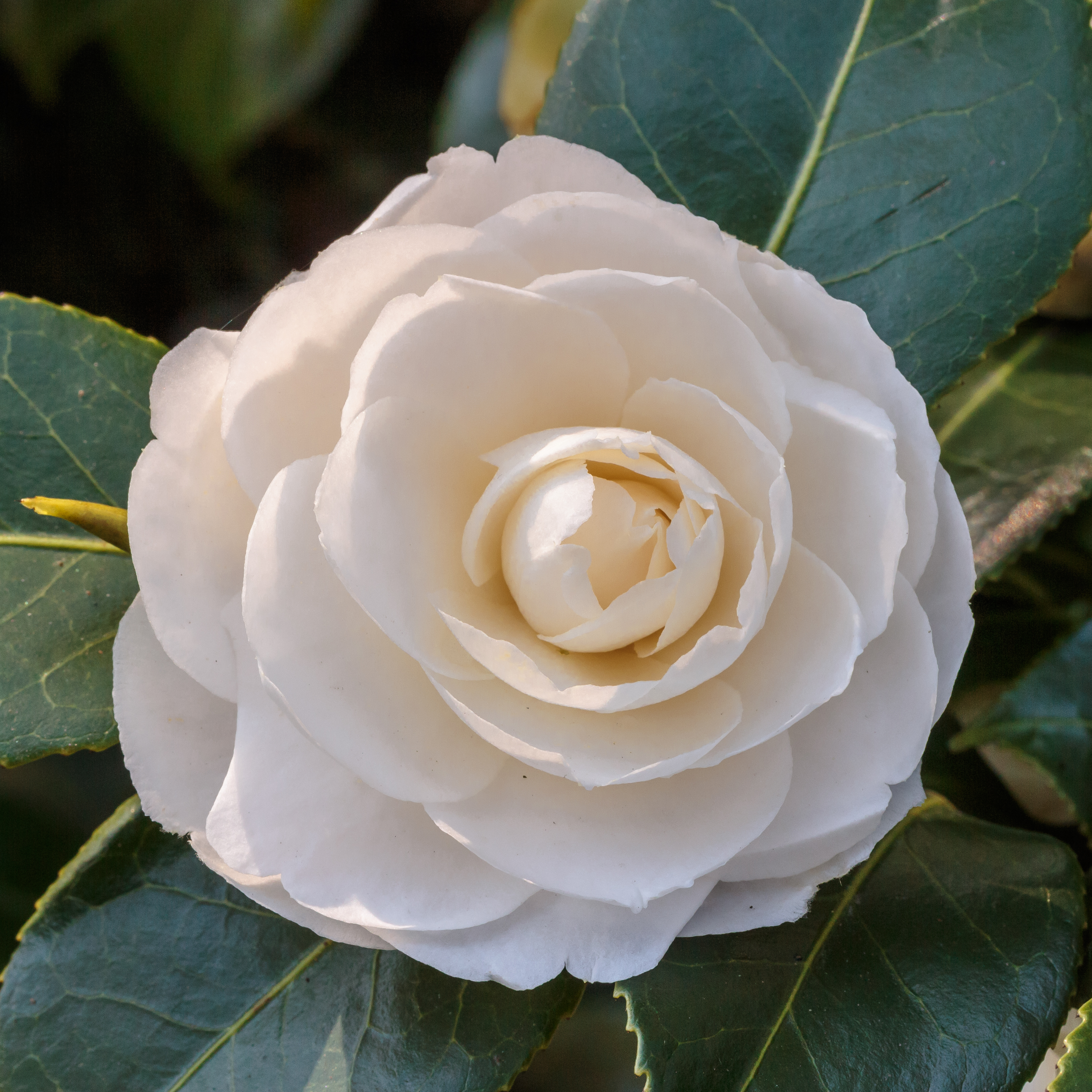
Camellia × williamsii dans le Tuinreservaat Jonkervallei, un jardin en Frise (province). Mars 2020.
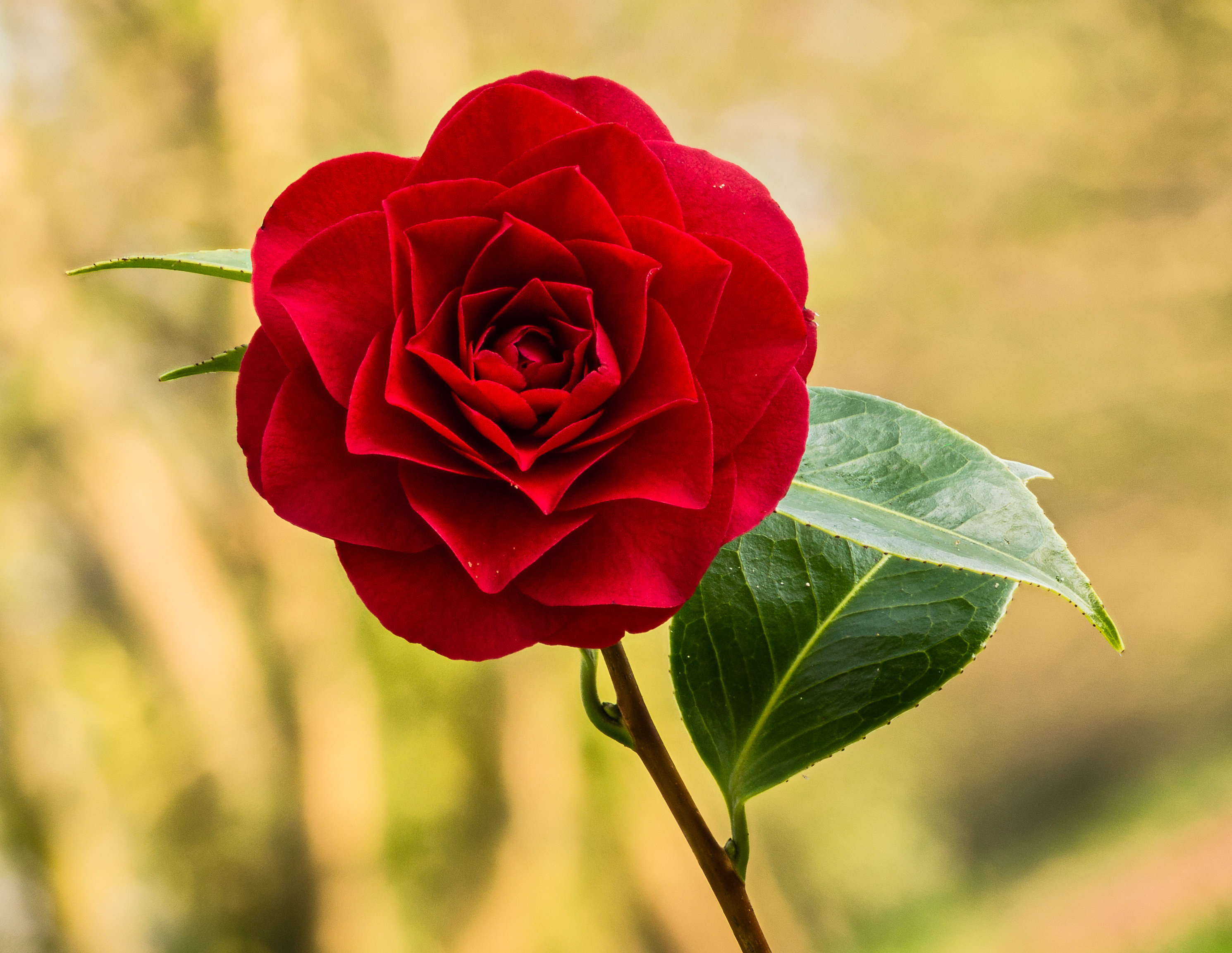
Fleur de Camellia × williamsii  'Roger Hall'. Avril 2021.
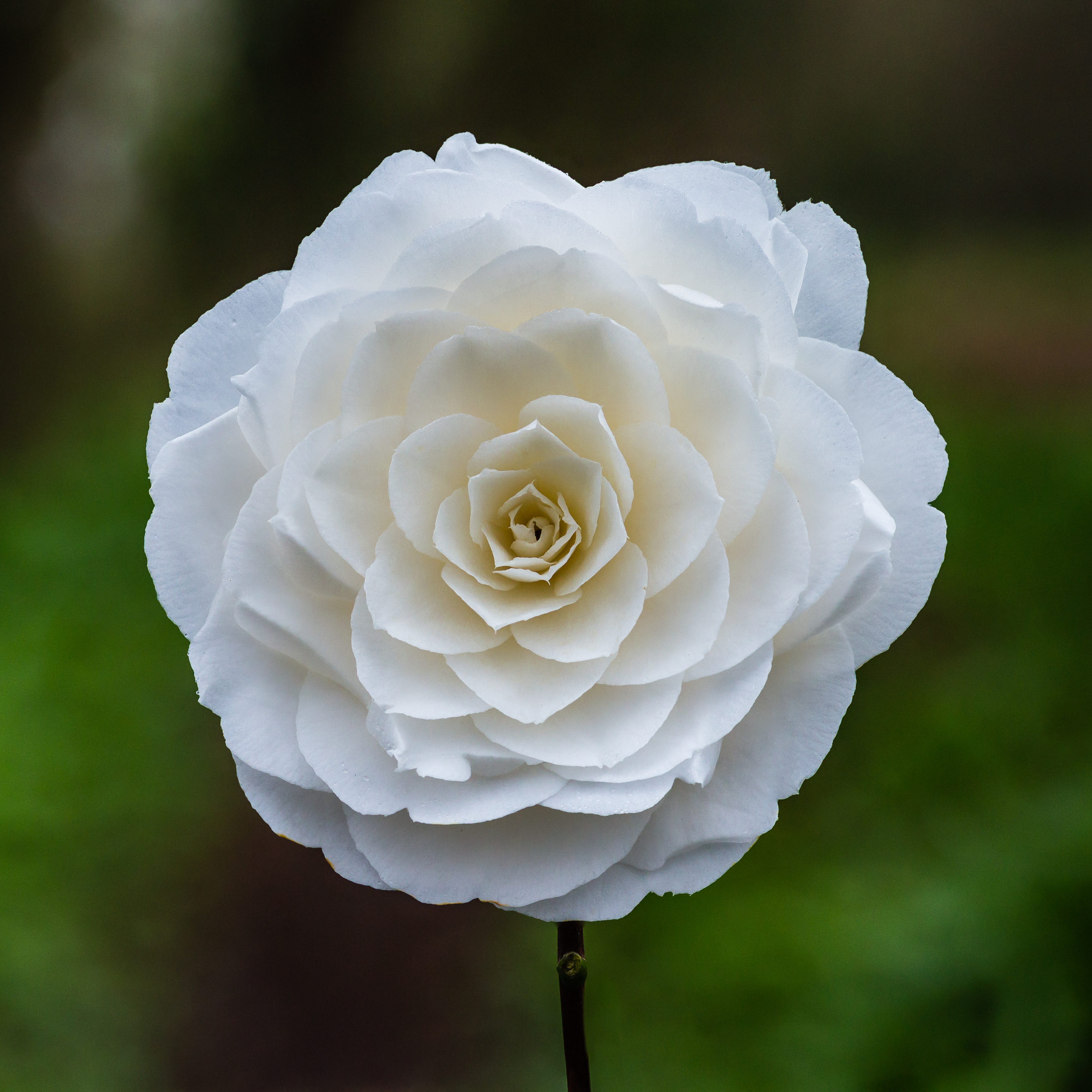
Camellia × williamsii, fleur de 81 mm de diamètre. Mars 2022.

Au XVIIe siècle, l'usage du thé en Europe est aristocratique car les feuilles de cette plante s'y monnayent très cher. La Compagnie des Indes orientales demande la fourniture de graines ou de jeunes plants de théier aux Chinois afin de casser le monopole des pays asiatiques. Ces derniers ne leur livrent pas le Camellia sinensis mais des camélias d'ornement de type Camellia japonica. Le Royaume-Uni se rend compte de la supercherie mais, devant la beauté de sa fleur rouge et de son feuillage (elle est alors appelée la « rose chinoise » ou la « rose du Japon »), la cultive en serre chaude et en orangerie puis en extérieur en pleine terre en 1739.
Le domaine de La Malmaison, acheté en 1798 par Joséphine de Beauharnais, devient célèbre entre autres par la création d'une roseraie et l'usage de plantes nouvellement introduites en France, notamment les camélias. La future impératrice lance la mode en France : par imitation, on plante des massifs de camélias où cela est possible.
Le camélia connaît un engouement très fort durant la première moitié du XIXe siècle, comme en témoigne le roman La Dame aux camélias d'Alexandre Dumas fils à qui on doit probablement la francisation du genre camellia due à une orthographe fautive. En 1806, Ferdinand Favre importe d’Angleterre les premières graines et a l'intuition que l'humidité du climat atlantique nantais lui permet de cultiver les camélias en pleine terre et en plein air, sous réserve d'accoutumer et de sélectionner les sujets les plus résistants. le premier ouvrage consacré aux camélias est la Monographie du genre Camellia, ou essai sur sa culture, sa description et sa classification de l'abbé Laurent Bernard Berlèse en 1837. Une des plus belles iconographies du genre est celle publiée par l'abbé Berlèse entre 1839 et 1843, un botaniste horticulteur qui en possède une collection de plus de trois cents espèces et cultivars.
Jusque-là uniquement connu par une seule espèce, Camellia japonica (Camélia du Japon), et ses cultivars, l'introduction de nouvelles espèces au début du XXe siècle relance l'engouement pour ce genre. Coco Chanel en fait son emblème et lance la mode du camélia blanc à la boutonnière. L'hybridation permet d'introduire de nouveaux caractères, comme le parfum, les petites fleurs, et même la floraison estivale avec les premiers hybrides obtenus dans les années 1930 (tel Camellia × williamsii (en)) ou l'espèce nouvelle Camellia azalea, découverte en 1984 en Chine.

## Principales espèces
- Camellia assimilis
- Camellia brevistyla
- Camellia caudata
- Camellia chekiangoleosa
- Camellia chrysantha
- Camellia connata
- Camellia crapnelliana
- Camellia cuspidata
- Camellia euryoides
- Camellia forrestii
- Camellia fraterna
- Camellia furfuracea
- Camellia granthamiana
- Camellia grijsii
- Camellia honkongensis
- Camellia irrawadiensis

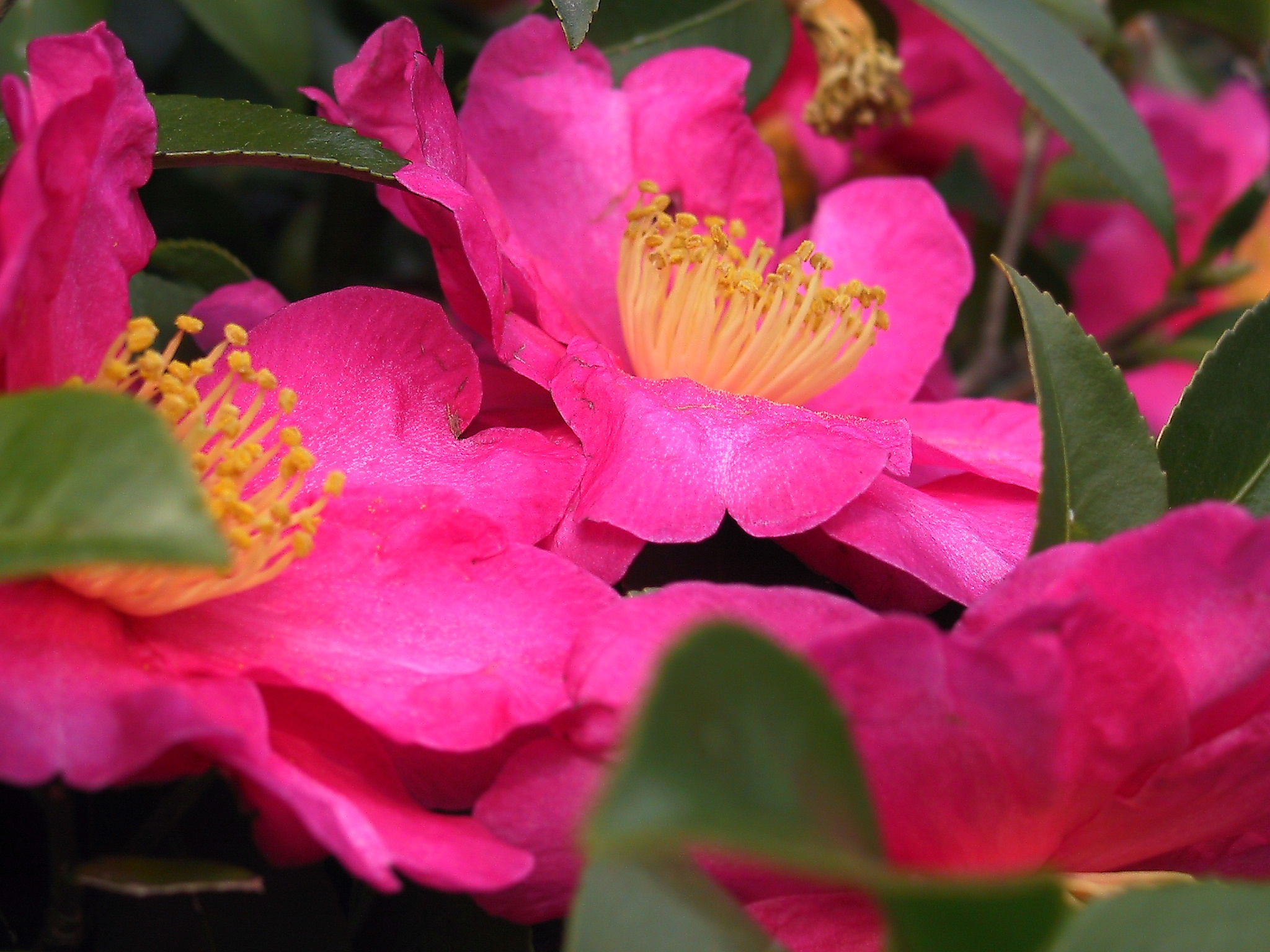
Camellia sasanqua.

- Camellia japonica L. - Camélia du Japon
- Camellia japonica ssp. rusticana
- Camellia kissii
- Camellia lutchuensis
- Camellia miyagii
- Camellia nokoensis
- Camellia oleifera
- Camellia parviflora
- Camellia pitardii
- Camellia polyodonta
- Camellia reticulata - (emblème de la province chinoise du Yunnan)
- Camellia rosiflora
- Camellia salicifolia
- Camellia saluenensis
- Camellia sasanqua Thunb.
- Camellia semiserrata
- Camellia sinensis (L.) Kuntze - Théier
- Camellia taliensis
- Camellia transnokoensis
- Camellia tsaii
- Camellia vietnamensis
- Camellia yunnanensis

## Symbole et références culturelles
- Le camellia symbolise la longévité, la fidélité et le bonheur dans le langage des fleurs[9].
- Le camélia est la fleur symbole de l'Alabama.
- Le Camellia Bowl est un match annuel de football américain à Montgomery dans l'Alabama.
- Alexandre Dumas fils a écrit le roman et l'adaptation théâtrale La Dame aux camélias, dans lequel la fleur est un symbole de la disponibilité sexuelle d'une courtisane.
- La fleur de camélia blanche est un symbole iconique de la maison Chanel, une tradition lancée par Coco Chanel elle-même qui s'identifiait à l'héroïne de l'œuvre de Dumas.
- Rabindranath Tagore a écrit un poème intitulé « Camellia » sur le désir d'un jeune homme pour une jeune femme qu'il voit dans le train.
- Dans le roman Ne tirez pas sur l'oiseau moqueur, Jem détruit les camélias de Mme Dubose après qu'elle a insulté sa famille, mais il reçoit plus tard un bouton de camélia de la femme mourante.
- Les camélias ont une importance majeure dans le film Sanjuro d'Akira Kurosawa, probablement en raison de leur association avec le concept de « mort noble » dans la culture samouraï.
- Les camélias blancs sont devenus un symbole du mouvement pour le droit de vote des femmes en Nouvelle-Zélande et figurent sur le billet de dix dollars du pays.
- Les Chevaliers du camélia blanc étaient une organisation suprémaciste blanche fondée en 1867 similaire au Ku Klux Klan.
- Le camélia était un symbole du mouvement abolitionniste brésilien à l'époque impériale. Il était courant pour les abolitionnistes de planter des camélias en signe de solidarité.
- En Argentine, une marche militaire de 1915 s'appelle « Avenida de las Camelias ».